# Karl Friedrich Göser

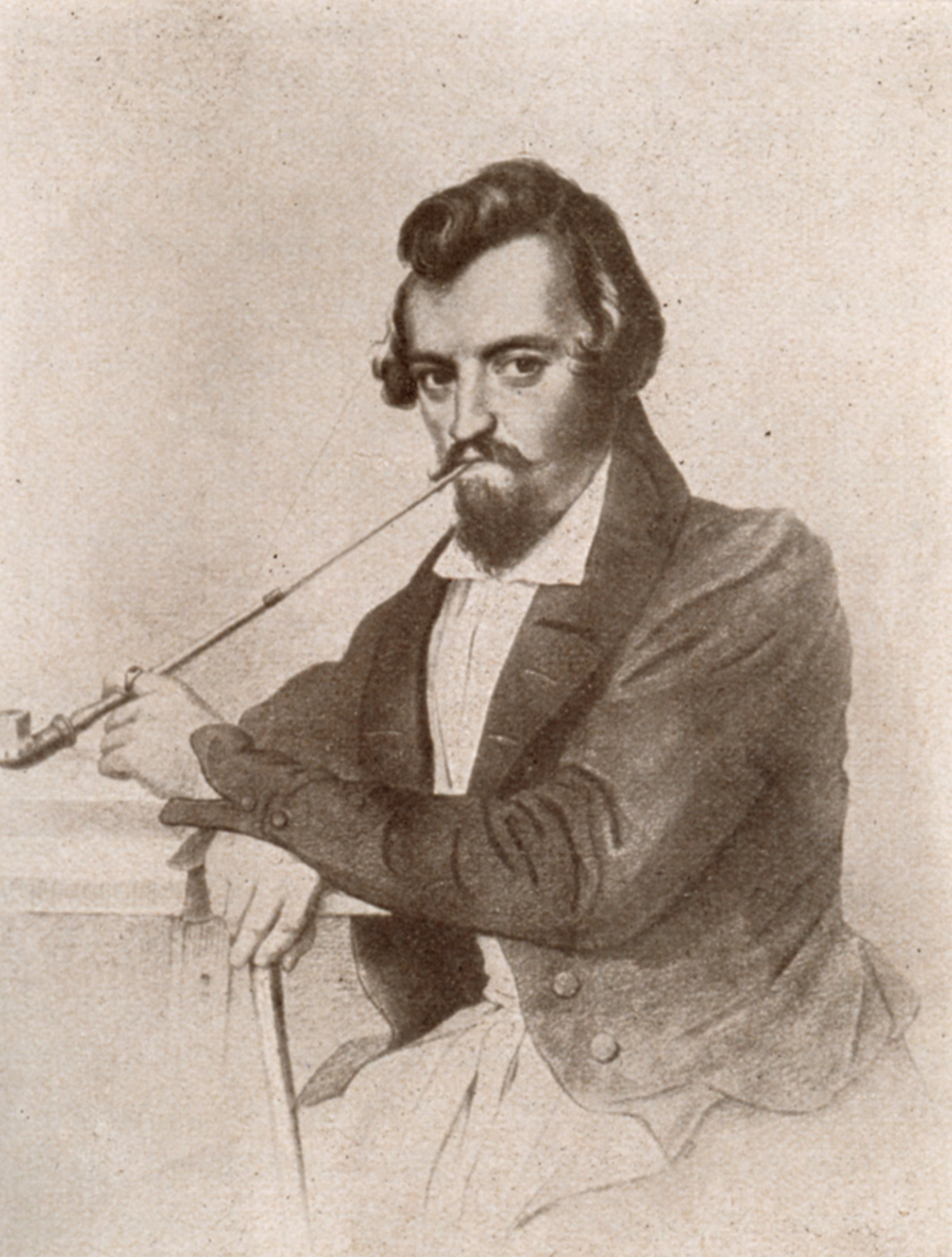
Karl Friedrich Göser

Karl Friedrich Göser (* 14. Januar 1803 in Biberach an der Riß; † 25. November 1858 in Friesenhofen) war ein deutscher Maler. 

## Leben
Göser war der Sohn des Wagners und Stadtrats Joseph Alois Göser. Er machte eine Lehre als Wagenbauer und nahm anschließend Mal-Unterricht bei Johann-Baptist Pflug. 1845 schuf er ein Altargemälde für die Stadtpfarrkirche in Laupheim. Für die Pfarrkirche in Biberach schuf er ein Gemälde der 14 Stationen des Kreuzwegs Jesu. Göser malte Genreszenen, Historienbilder und zahlreiche Porträts. Ab 1845 bevorzugte er religiöse Motive im Stil der Nazarener. 
Monika Machnicki (* 1953), wissenschaftliche Mitarbeiterin der Städtischen Sammlungen Biberach, sieht in Gösers Schaffen weder Idyllisches noch Allegorisches. Seine realitätsnahen Darstellungen von Personen mit zerfranster Kleidung und abblätterndem Putz ist für sie weniger zur Schau gestellte Pittoreske als vielmehr ans Sozialkritische heranreichende Lebensrealität. Von ihm stammt auch eine „der wenigen frühen Technikdarstellungen der Städtischen Sammlungen, der Blick in das Innere einer steiermärkischen Sensenschmiede.“